# Ivana Andrlová
Ivana Andrlová (ur. 28 października 1960 w Vysokém Mýcie) – czeska aktorka telewizyjna i filmowa.
Po studiach w praskim konserwatorium, mając dwadzieścia lat występowała w różnym repertuarze w teatrze Jiřího Wolkera (dzisiaj Divadlo v Dlouhé).
W świadomości szerszej publiczności dała się poznać jako Alenka w serialu Františka Filipa Podnajemnicy (Podnájemníci, 1976), zagrała w miniserialu Marie Poledňákové Kotwica na promie (Kotva u přívozu, 1980). Często grała role księżniczek.
Chętnie użycza swojego głosu w dubbingu, jak np. głównej bohaterce serialu Ally McBeal czy jako Ala w komedii Juliusza Machulskiego Kingsajz w czeskiej wersji językowej.

## Wybrana filmografia

### Filmy TV
- 1985: O sprytnym Honzie, czyli w jaki sposób Honza stał się królem Janem (O chytrém Honzovi, aneb jak se Honza stal králem) jako księżniczka
- 1980: Księżniczka jest smoka (Princové jsou na draka) jako Księżniczka Lenka

### Seriale TV
- 1986: Sławne historie zbójeckie (Slavné historky zbojnické)
- 1984: Sanitka jako przyjaciółka Jardy
- 1984: Latający Czestmir (Létající Cestmír) jako Susanne Trenkel
- 1979: Arabela jako Koleżanka Petra
- 1974: Trzydzieści przypadków majora Zemana (30 případů majora Zemana)

### Filmy fabularne
- 1995: Marie Ruzicka jako Marie Ruzicka
- 1986: Młode wino (Mladé víno) jako Lenka
- 1983: Bajka o smoku i pięknej królewnie (Za humny je drak) jako Liduska/Księżniczka Liduska
- 1982: Dobra woda (Dobrá voda) jako Irena Semberová
- 1982: Zielona fala (Zelená vlna) jako Pielęgniarka
- 1981: Goście z galaktyki Arkana (Gosti iz galaksije) jako Gabi
- 1979: Królewicz i gwiazda wieczorna (Princ a Večernice) jako Księżniczka Lenka
- 1978: Solo dla starszej pani (Sólo pro starou dámu)